# Leza (Ebro)

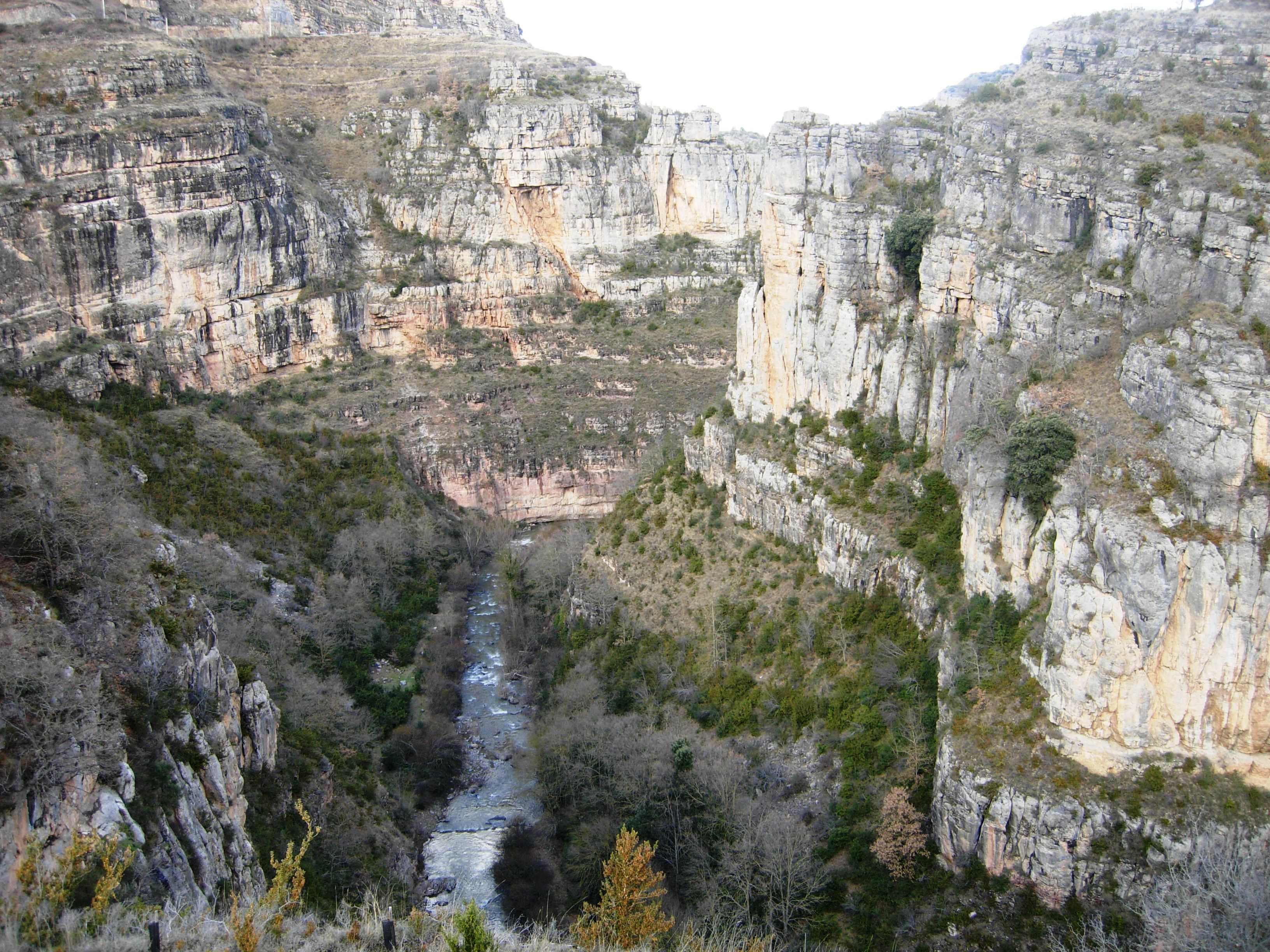
Cañon del Río Leza bei Soto en Cameros

Der Río Leza ist ca. 45 km langer südlicher Nebenfluss des Ebro in der Autonomen Region La Rioja im Norden Spaniens.

## Verlauf
Das Quellgebiet des Río Leza befindet sich im Norden des Parque Natural Sierra de Cebollera in einer Höhe von rund 1500 m auf der Nordseite des Cerro Castillo. Der Fluss durchquert das historische Gebiet der Tierra de Cameros im Süden der Region La Rioja in nordöstlicher Richtung um schließlich wenige Kilometer westlich des Ortes Agoncillo in den Ebro zu münden. Das gesamte Einzugsgebiet (cuenca) umfasst ca. 530 km².  

## Orte
Orte am Río Leza (in Fließrichtung) sind: Laguna de Cameros, Cabezón de Cameros, Jalón de Cameros, San Román de Cameros, Terroba, Soto en Cameros, Leza de Río Leza, Ribafrecha, Murillo de Río Leza; in den Seitentälern befinden sich die Ortschaften bzw. Weiler Ajamil de Cameros, Rabanera de Cameros, Torre en Cameros, Hornillos de Cameros, Trevijano sowie die bereits aufgegebenen Siedlungen (despoblados) von Santa María de Cameros, Montalbo en Cameros, Luezas u. a.

## Wein
Die Gemeindeflächen von Agonzillo, Murillo de Río Leza, Ribafrecha und Leza de Río Leza gehören zum Weinbaugebiet der Rioja Baja.

## Nebenflüsse und Stauseen
Der einzige größere Nebenfluss ist der Río Jubera; der Río Leza wird nicht gestaut.

## Geschichte
Das hochgelegene und zerklüftete Gebiet der Cameros wurde erst vergleichsweise spät besiedelt und war möglicherweise niemals von den Mauren besetzt; vielleicht entstanden die ersten dauerhaften Siedlungen sogar als christliche Rückzugsorte in einem islamisch beherrschten Umland. Im Jahr 1366 gab der proklamierte König Heinrich von Trastamara das Gebiet der Cameros an seinen Getreuen Juan Ramírez de Arellano, dem späteren Grafen von Aguilar und Inestrillas, dessen Nachfahren jahrhundertelang die Grundherren (señores) der Region blieben.

## Sehenswürdigkeiten
Hauptsehenswürdigkeit am Fluss ist die Schlucht des Cañon del Río Leza bei Soto en Cameros, aber auch die o. g. kleinen Bergdörfer lohnen einen Abstecher.